# Алескеров, Валех Фейруз оглы
Валех Фейруз оглы Алескеров (азерб. Valeh Feyruz oğlu Ələsgərov; род. 19 октября 1946 году, Караери, Самухский район, Азербайджанская ССР) — азербайджанский государственный и политический деятель. Заместитель председателя Милли меджлиса Азербайджанской Республики III созыва, IV и V созывов.

## Биография
Родился 19 октября 1946 году в посёлке Караери ныне Самухского района Азербайджанской ССР. Закончил факультет технологии и комплексной механизации разработки нефтяных и газовых месторождений Азербайджанского государственного института нефти и химии. Заслуженный инженер. Автор многочисленных научных работ и изобретений. В совершенстве владеет русским и английским языками.
С 1970 года работал старшим инженером, начальником смены, начальником цеха, главным инженером НГДУ «Кунгурнефть» объединения «Пермнефть». С 1982 года трудился заведующим секцией в НИИ «Пермнефть». С 1985 года — главный инженер, заместитель начальника управления НГДУ «Мурадханлы», с 1987 года главный инженер, заместитель генерального директора Объединения «Азернефть». В 1992 году назначен на пост вице-президента Государственного концерна «Азернефт», затем был первым вице-президентом Азербайджанской государственной нефтяной компании (ГНКАР), советником президента компании. С 1995 года работал начальником Управления иностранных инвестиций ГНКАР.
6 ноября 2005 года избран депутатом Национального собрания III созыва по 102-му Самух-Шамкирскому избирательному округу. Заместитель председателя Национального собрания. Являлся председателем постоянной комиссии Милли Меджлиса по вопросам природных ресурсов, энергетики и экологии. Являлся руководителем комитета по парламентскому сотрудничеству Европейский Союз—Азербайджан. Переизбирался в 2010 и 2015 годах в IV и V созывы Милли Меджлиса.
Женат, воспитал четверых детей.

## Награды
- Орден «Слава» (18 сентября 2004 года) — за успехи в осуществлении данного Соглашения, называемого на международной арене «Контрактом века», и заслуги в развитии нефтяной и газовой промышленности Азербайджана[4].
- Орден «За службу Отечеству» I степени (19 октября 2021 года) — за многолетнюю плодотворную деятельность в общественно-политической жизни Азербайджанской Республики[5][6].
- Орден «За службу Отечеству» II степени (18 октября 2016 года) — за активное участие в общественно-политической жизни Азербайджанской Республики[7].
- Медаль «10 лет Парламенту Республики Казахстан» (2006, Казахстан)[8].
- Почётный диплом Президента Азербайджанской Республики (19 октября 2011 года) — за активное участие в общественно-политической жизни Азербайджанской Республики[9]
- Юбилейная медаль в честь 20-летия Совета Федерации (2013 год, Совет Федерации, Россия)[10]
- Памятная медаль Государственной Думы России (2017 год, Государственная дума Российской Федерации, Россия)[11]
- Орден «Содружество» (24 ноября 2016 года, Межпарламентская ассамблея СНГ) — за активное участие в деятельности Межпарламентской Ассамблеи и её органов, вклад в укрепление дружбы между народами государств — участников Содружества Независимых Государств[12]
- Медаль «За укрепление парламентского сотрудничества» (21 ноября 2019 года, Межпарламентская ассамблея СНГ) — за особый вклад в развитие парламентаризма, укрепление демократии, обеспечение прав и свобод граждан в государствах — участниках Содружества Независимых Государств[13]
- Медаль «МПА СНГ. 25 лет» (27 марта 2017 года, Межпарламентская ассамблея СНГ) — за заслуги в деле развития и укрепления парламентаризма, за вклад в развитие и совершенствование правовых основ функционирования Содружества Независимых Государств, укрепление международных связей и межпарламентского сотрудничества[14]